# Coleophora milvipennis
Coleophora milvipennis é uma espécie de mariposa do gênero Coleophora pertencente à família Coleophoridae.